# Evangelische Altstadtkirche (Gelsenkirchen)

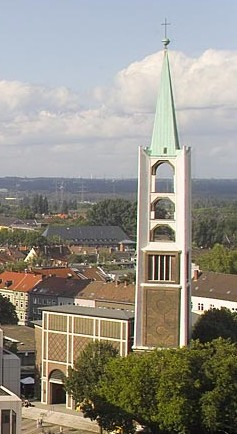
Evangelische Altstadtkirche Gelsenkirchen

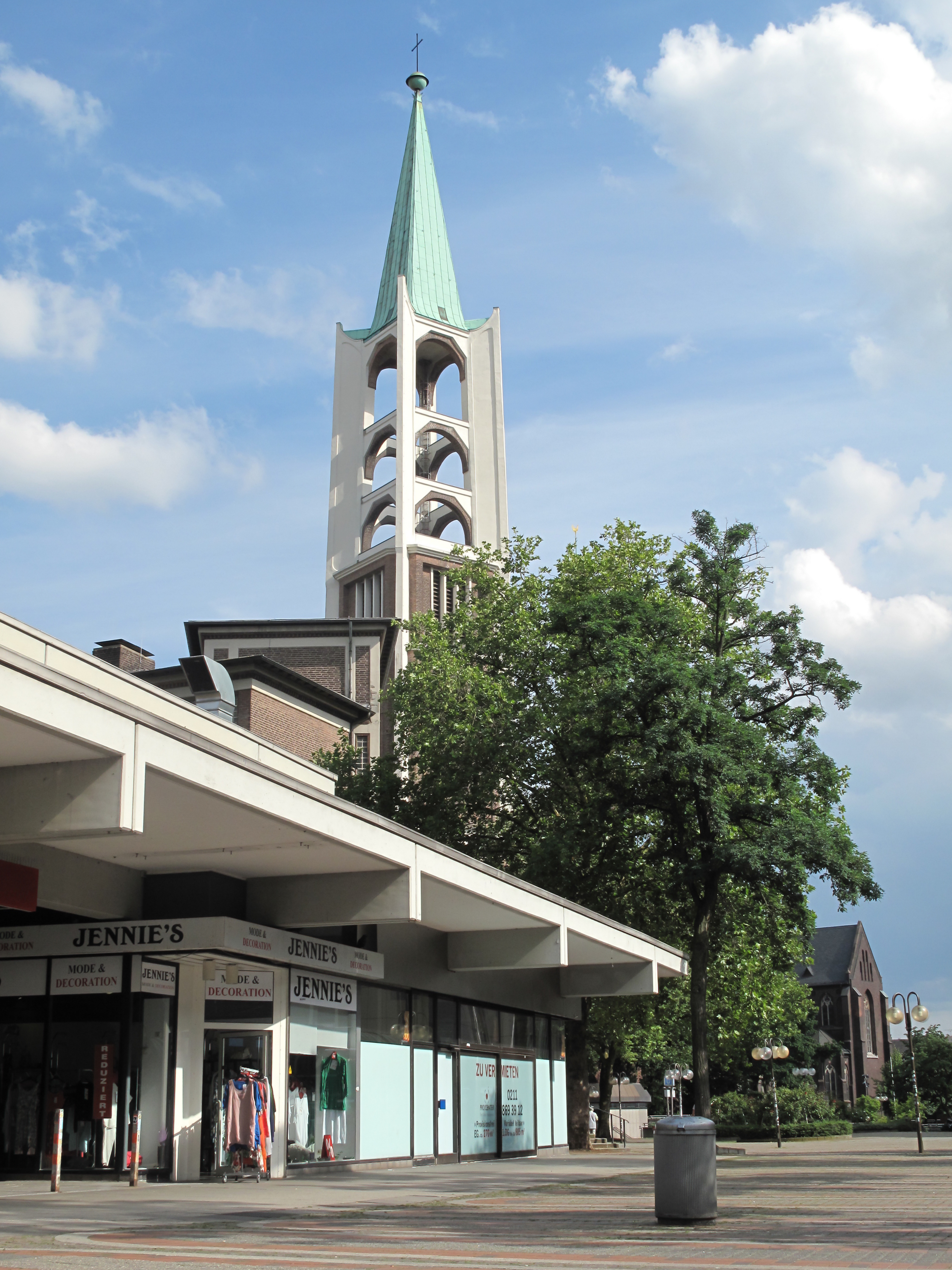
Altstadtkirche, Ebertstr. am Hans-Sachs-Haus

Die Altstadtkirche ist die evangelische Hauptkirche von Gelsenkirchen. Ihr markanter Turm ist ein Wahrzeichen der Stadt.

## Architektur
Die Kirche wurde 1955 bis 1956 nach Plänen des Architekten Denis Boniver erbaut. Bestimmend für die Außenwirkung sind rötliche, durch Steinsetzung ornamentierte rechteckige Backsteinflächen, abgeteilt durch grauweiße horizontale und vertikale Betonbänder. Zum Vorplatz öffnet sich der Bau mit drei repräsentativen Rundbogenportalen und einer Freitreppe. Der freistehende, 70 Meter hohe Turm, im Winkel zum Hauptbau ausgerichtet, überragt diesen um mehr als das Doppelte und wird von drei offenen Betonbogengeschossen mit kupfergedeckter Pyramidenspitze gekrönt.
Auch im Inneren herrscht der Rotton der Backsteinwände vor, die den Blick auf Kanzel und Altar konzentrieren. Eine der Seitenwände nimmt die große Orgel ein.

## Geschichte

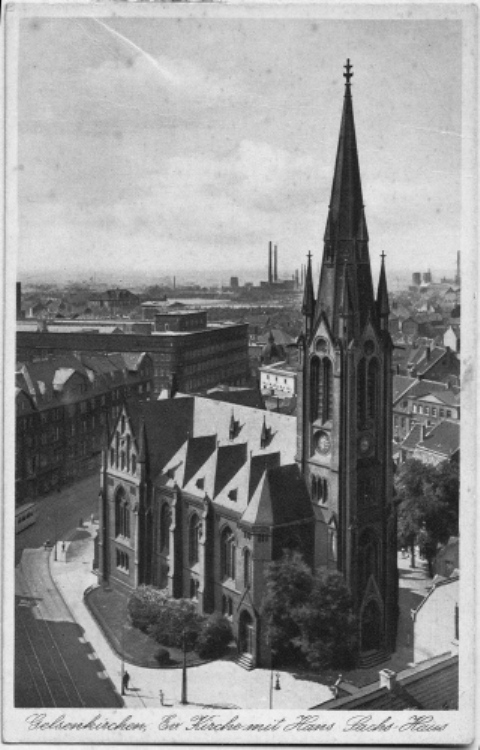
Neugotische Altstadtkirche von 1884

Um das Jahr 1000 entstand an der Stelle der heutigen Altstadtkirche eine kleine vorromanische St.-Georgs-Kirche als Gründung des Stiftes Essen. Das sie umgebende Rundhöfchen war Keimzelle des Dorfes Gelsenkirchen, das im Lauf der Jahrhunderte nur langsam wuchs. Die Kirche wurde im 13. Jahrhundert erweitert und gotisiert. Von der Reformation bis zur Mitte des 19. Jahrhunderts (Errichtung der ersten St.-Augustinus-Kirche) war St. Georg Simultankirche für Katholiken und Protestanten.
Mit Beginn des industriellen Steinkohlenbergbaus wuchs die Einwohnerzahl Gelsenkirchens sprunghaft an. Die alte Dorfkirche wurde 1882–1884 durch einen großen neugotischen Bau nach Plänen von Peter Zindel ersetzt. Dieser wurde beim Luftangriff vom 6. November 1944 schwer beschädigt und blieb zunächst als Ruine stehen.
Beim Wiederaufbau der Stadt wurde das Grundstück der Altstadtkirche zum größten Teil als öffentlicher Verkehrsraum verwendet, es kam zum Neubau in modernen Formen, bei dem der neue Turm an der Stelle und unter Einbeziehung der Fundamente des alten entstand, während der Kirchraum in Parallele zum neuen Platz verschoben wurde.

## Orgel
Die Orgel der Altstadtkirche wurde 2001/02 von der Orgelbaufirma Karl Schuke (Berlin) erbaut. Das Instrument verfügt über 46 Register (3341 Pfeifen) auf drei Manualen und Pedal. Eine Besonderheit ist die Vox humana 8′ im Positiv, die in einem eigenen Schwellkasten untergebracht ist. Die Orgel hat eine mechanisch/elektrische Doppelregisteranlage.
| I Hauptwerk C–a3 |                  |       |
| 1.               | Principal        | 16′   |
| 2.               | Principal        | 8′    |
| 3.               | Doppelflöte      | 8′    |
| 4.               | Salicional       | 8′    |
| 5.               | Octave           | 4′    |
| 6.               | Rohrflöte        | 4′    |
| 7.               | Quinte           | 2 ⁄3′ |
| 8.               | Superoctave      | 2′    |
| 9.               | Cornet V (ab f0) | 8′    |
| 10.              | Mixtur V–VI      | 2′    |
| 11.              | Trompete         | 16′   |
| 12.              | Trompete         | 8′    |

| II Positiv C–a3 |                   |       |
| 13.             | Flûte harmonique  | 8′    |
| 14.             | Holzgedackt       | 8′    |
| 15.             | Octave            | 4′    |
| 16.             | Flûte traversière | 4′    |
| 17.             | Sesquialtera II   | 2 ⁄3′ |
| 18.             | Flageolett        | 2′    |
| 19.             | Quinte            | 1 ⁄3′ |
| 20.             | Scharff IV        | 1 ⁄3′ |
| 21.             | Vox humana        | 8′    |
|                 | Tremulant         |       |

| II Schwellwerk C–a3 |                 |        |
| 22.                 | Liebl. Gedackt  | 16′    |
| 23.                 | Geigenprincipal | 8′     |
| 24.                 | Bordun          | 8′     |
| 25.                 | Gambe (ab c0)   | 8′     |
| 26.                 | Schwebung       | 8′     |
| 27.                 | Fugara          | 4′     |
| 28.                 | Doppelflöte     | 4′     |
| 29.                 | Nasard          | 2 ⁄3′  |
| 30.                 | Tierce          | 1 3⁄5′ |
| 31.                 | Doublette       | 2′     |
| 32.                 | Mixtur V        | 2′     |
| 33.                 | Basson          | 16′    |
| 34.                 | Trompette harm. | 8′     |
| 35.                 | Hautbois        | 8′     |
| 36.                 | Clairon         | 4′     |
|                     | Tremulant       |        |

| Pedal C–f1 |                    |     |
| 37.        | Untersatz (Nr. 39) | 32′ |
| 38.        | Principal          | 16′ |
| 39.        | Subbaß             | 16′ |
| 40.        | Octavbaß           | 8′  |
| 41.        | Cello              | 8′  |
| 42.        | Baßflöte           | 8′  |
| 43.        | Choralbaß          | 4′  |
| 44.        | Mixtur V           | 2′  |
| 45.        | Bombarde           | 16′ |
| 46.        | Trompete           | 8′  |

- Koppeln: II/I, III/I, III/II, I/P, II/P, III/P
- Spielhilfen: 4000-fache elektronische Setzeranlage